# KIWI
KIWI(102.9 FM, "Radio Lobo")는 캘리포니아주 맥파랜드(McFarland)에 허가를 받아 베이커스필드 대도시 지역에 방송하는 상업용 라디오 방송국이다. 이 방송국은 로터스 커뮤니케이션스(Lotus Communications)가 소유하며 라이선스는 로터스 베이커스필드 코퍼레이션(Lotus Bakersfield Corporation)이 보유한다. KIWI는 멕시코 지역 라디오 형식을 방송한다. 스튜디오는 베이커스필드 남서쪽에 위치해 있다.
KIWI의 유효복사전력(ERP)은 25,000와트이다. 송신기는 리워드(Reward) 지역의 블루 스타 메모리얼 고속도로(Blue Star Memorial Highway) 밖에 위치한다.